# 椿隆之
椿 隆之（つばき たかゆき、1982年〈昭和57年〉6月28日 - ）は、日本の俳優。千葉県出身。フリー。

## 略歴
2001年に映画『GO』で俳優デビュー。
2004年、平成仮面ライダーシリーズ『仮面ライダー剣』の主人公・剣崎一真 / 仮面ライダーブレイド 役で初主演を果たし、知名度を上げる。
2007年5月末にスターダストプロモーションを離籍後、フリーの期間を経て、同年11月よりラ・セッテへ移籍、2009年1月31日に離籍。2011年5月よりグリーンメディアへ移籍、2013年5月に離籍。同年6月よりitoko productionへ移籍。
2014年より黒田勇樹、杉浦タカオ、ウチクリ内倉、斎藤このむと共にサーティワンアイスクリーマーズとしてユニット活動を行い、出演舞台にて演出も担当。
2016年11月8日、東京都中野区内の路上を歩いていた際、オートバイの運転手と口論になり、運転手の弟にゴルフクラブで顔面などを殴打され重傷を負った。11月12日から出演予定の舞台は降板し、代役は黒田勇樹が務めた。
2017年春、仮面ライダースピンオフ作品『仮面戦隊ゴライダー』にて映像作品復帰。
2018年12月6日、『ありったけ/ELEMENTS』でCDデビュー。
2019年6月28日、伊藤そうあと共同運営によるYouTubeチャンネル「椿正義チャンネル」を立ち上げる。動画では椿とヒーローVTuberを称する「熱木正義」が登場し、2人の掛け合いが行われる。
また、近年はデザイン業も行っており、自身のアクセサリーブランド「arts」や、様々なブランドとのコラボレーショングッズの作成などを積極的に行っている。

## 人物
- 『仮面ライダー剣』で共演した森本亮治、天野浩成、北条隆博らとは現在も交流が続いている。
- 同じく『仮面ライダー剣』で共演した黒田勇樹とも近年Twitterを通じて交流を深めており、イベントに度々ゲスト出演している。また前述の事故による負傷で休養を余儀なくされた際は椿が出演予定だった舞台の代役を黒田が務めた。
- 中学時代に軟式テニスをしていたことから、テニスが得意。『剣（ブレイド）』の撮影の合間には共演者とテニスをしていた。
- 舞台での共演を縁に小田井涼平との交流を深め、ファンクラブの広報雑誌やイベントにもゲスト出演をしている。
- 滑舌の悪さを共演者やファンにネタにされることがある。自身の滑舌の悪さから生まれたインターネットスラング「オンドゥル語」も認知しており、前向きに受け止めている[11]。
- 『ラブライブ!』のファンでもあり、西木野真姫が特に好きだという。
- 乃木坂46、欅坂46（特に平手友梨奈）、日向坂46からなる坂道シリーズのファンでもある。
- ポケットモンスターのファンでもあり、特に好きなポケモンはミミッキュ。
- 自宅にAIロボットがいる。
- 仮面ライダーシリーズだけでなく、ウルトラシリーズ、スーパー戦隊シリーズなど、他特撮シリーズへの造詣も深い。

## 出演

### テレビドラマ
- 仮面ライダーシリーズ（テレビ朝日）
  - 仮面ライダー剣（2004年1月25日 - 2005年1月23日） - 主演・剣崎一真 役
  - 仮面ライダーディケイド 第30・31話（2009年8月23日・30日） - 剣崎一真 役（第30話のみ友情出演）
  - 仮面ライダージオウ EP29・30（2019年3月31日・4月7日） - 剣崎一真 / 仮面ライダーブレイド 役（友情出演）[12]
- 探偵ブギ（2006年1月10日 - 3月28日、東京MXテレビ） - 松井駿 役
- 夢路 第3回（2007年4月29日、TBS）
- コスプレ幽霊 紅蓮女 第5話（2008年2月9日、テレビ東京） - アキラ 役
- 恋愛百景 第69回（2008年3月18日、テレビ朝日）
- 音女 048（2008年6月27日、テレビ朝日）
- シバトラ〜童顔刑事・柴田竹虎〜 第1話（2008年7月8日、フジテレビ） - 池谷昇 役
- TSC東京ガール（2008年10月27日 - 12月、BS-i） - 尊 役
- ドクターX〜外科医・大門未知子〜 第1話（2012年10月18日、テレビ朝日）

### 映画
- GO（2001年10月20日、東映） - 少年A 役
- 仮面ライダーシリーズ（東映）
  - 劇場版 仮面ライダー剣 MISSING ACE（2004年9月11日） - 主演・剣崎一真 / 仮面ライダーブレイド 役[13]
  - 仮面ライダー×仮面ライダー W&ディケイド MOVIE大戦2010（2009年12月12日） - ブレイドの声 役（友情出演）
  - スーパーヒーロー大戦GP 仮面ライダー3号（2015年3月21日） - 仮面ライダーブレイドの声 役
- 君はまだ、無名だった。（2006年4月1日、バイオタイド） - 主演・深瀬和実 役
- ラブサイコ 最高の彼氏（2006年7月15日、ジャパン・デジタル・コンテンツ信託） - 木村恒一 役
- マスター・オブ・サンダー 決戦!! 封魔龍虎伝（2006年8月19日、日活） - トオル 役
- ガラスのヒール レースクイーンの女神たち The Movie（2006年10月21日、マジカル） - 南條大吾 役
- オーバーヒート 輝きの先に（2007年10月6日、シネマパラダイス） - 真一 役
- すべては「裸になる」から始まって（2012年2月11日、BANANAFISH） - 森下くるみの彼氏 役
- 劇場版 さよなら、ミオちゃん（2018年） - 店長・刈谷崎 役
- Tokyo Loss「ファイティング!!」（2018年） - 渡辺優斗 役
- HE-LOW THE SECOND（2019年） - 謎の男 役[14]

### オリジナルビデオ
- 仮面ライダー剣 超バトルビデオ ブレイドVSブレイド（2004年） - 剣崎一真 役
- 麻雀飛龍伝説 天牌 -TENPAI- 四川弔激闘史（2010年5月、クロックワークス） - 谷口隆 役

### インターネットドラマ
- TSC東京ガール（2008年9月30日 - 12月、The Scary City） - 尊 役
- 恋する血液型 シーズン2 AB型編（2009年、GIGA レインボー） - つよし 役
- 仮面戦隊ゴライダー（2017年3月25日 - 4月8日、auビデオパス） - 剣崎一真 / 仮面ライダーブレイド / アオライダー 役[15]
- グッドモーニング、眠れる獅子（2022年4月23日、ひかりTV） - 木岡マサル 役[16]

### 舞台
- コトブキ!（2005年4月24日 - 5月2日） - 又野弘樹 役
- センチメンタルヤスコ（2006年7月15日 - 23日） - 駒形 役
- いつも笑えれば（2007年12月6日・7日）※ゲスト出演
- PLUSTICISM（2008年2月21日 - 24日） - ノリ 役
- 青春ミステリ ロストデイズ（2008年5月9日 - 25日） - 山口達郎 役
- リズミックタウン（2008年11月27日 - 12月3日） - ロック 役
- オアシスと砂漠 〜Love on the planet〜（2009年1月21日 - 25日）
- かもめ〜愛を紡ぐ人〜（2010年5月11日 - 16日） - コンスタンチン・ガヴリーロヴィチ・トレープレフ 役
- FROG 新撰組Jade Keeper（2010年9月8日 - 12日） - 山南敬助 役
- 2011リーディングシアターvol.1（朗読）（2011年1月15日・16日）
  - リーディングシアターnext 7月公演（朗読）（2011年7月30日・31日）
  - リーディングシアターnext 8月公演（朗読）（2011年8月26日 - 28日）
  - リーディングシアターnext 10月公演（朗読）（2011年10月15日・16日）
  - リーディングシアターnext 11月公演（朗読）（2011年11月26日）

- Sadバラッド（2011年2月11日 - 14日） - 豪 役
- RING WANDERING 東京公演（2011年5月1日 - 5日、東京 / 7月23日・24日、大阪） - 氷室健太朗 役

- Missing Link（2011年9月21日 - 25日） - 氷室健太郎 役
- ニンギョヒメ（2012年1月10日 - 15日） - リンネ 役
- リーディングシアターPlus（朗読）（2012年2月4日）
- エレエレエレクション!!（2012年4月26日 - 30日） - 七海颯太 役
- 宵話 〜 Tellers of the short tale 〜 vol.2（朗読）（2012年7月14日）
- ウェディングマン（2012年9月5日 - 8日） - 柏木総一郎 役
- ソレ行け!! カフェマン（2012年11月9日 - 11日） - 健司 役
- 解決!! スパイマン（2013年1月24日 - 27日）※ゲスト出演
- 14番目の月（2013年1月30日 - 2月3日） - 光一郎 役
- TRIPLEPLAY 第一部 真夜中のレクイエム（2013年3月24日） - 西村幸太郎 役
- 新・カフェマン（2013年5月9日 - 12日） - 横田守 役
- LEYTE!〜祖父のレイテ戦記〜（2014年7月25日 - 27日） - 鈴木 / 原田鷲之介 役
- SAI-YUKI!（2015年4月9日 - 12日） - すーさん 役 ※演出兼任
- 北斗の国のメロス（2015年11月7日）※ゲスト出演
- 馬鹿ずきんちゃん（2015年2月13日） - オオカミ 役 ※ゲスト出演
- RANPO chronicle 蜃気楼奇譚（2016年3月3日 - 6日） - マスター 役
- SEPT Vol.6 SANZ（2016年8月17日 - 21日） - オーディン 役
- SEPT Vol.7 FATALISM（2017年8月2日 - 7日） - 絵空 役
- SEPT presents SANZ Ⅱ（2018年4月11日 - 16日） - オーディン 役
- Entertainment Live Stage オバケストラ！（2018年7月11日 - 16日） - 覚 役[17][18]
- SEPT Vol.8 MIRRORION（2018年11月7日 - 12日） - シリウス 役[19]
- FATALISM ≠ Another story Presented by SEPT（2019年6月19日 - 23日） - 絵空 役[20]

### 吹き替え
- ロマンス（2008年） - チェ・グァヌ 役〈キム・ジェウォン〉※同年発売のDVD-BOXシリーズのみ。

### CM
- ブルボン ごぼうスナック
- リクルート カーセンサー
- JOYSOUND
- 代々木アニメーション学院
- バンダイ 仮面ライダー剣 変身シリーズ（2004年）
- 丸大食品 仮面ライダー剣 ソーセージ（2004年）
- パチンコ&スロットSHOGUN（2013年）

### PV
- 綾瀬はるか「飛行機雲」（2007年）

### ゲーム
- 仮面ライダーシリーズ（2004年 - 2018年） - 仮面ライダーブレイド 役
  - 仮面ライダー剣（2004年12月9日、PS2）
  - オール仮面ライダー ライダージェネレーション2（2012年8月2日、ニンテンドーDS・PSP）
  - 仮面ライダー 超クライマックスヒーローズ（2012年11月29日、Wii・PSP）
  - 仮面ライダー バトライド・ウォー（2013年5月23日、PS3）[21]
  - 仮面ライダーバトル ガンバライジング（2014年6月12日、アーケード）
  - 仮面ライダー バトライド・ウォーII（2014年6月26日、PS3・Wii U）
  - 仮面ライダー サモンライド!（2014年12月4日、PS3・Wii U）
  - 仮面ライダー ストームヒーローズ 新たなる覚醒（2015年6月24日、Android / 7月2日、iOS）[22]
  - 仮面ライダー バトライド・ウォー 創生（2016年2月25日、PS4・PS3・PS Vita）[23]
  - オール仮面ライダー ライダーレボリューション（2016年12月1日、3DS）
  - 仮面ライダー シティウォーズ（2017年10月25日、Android・iOS）
  - 仮面ライダー クライマックスファイターズ（2017年12月7日、PS4）
  - 仮面ライダー クライマックススクランブル ジオウ（2018年11月29日、Nintendo Switch）
  - 仮面ライダーバトル ガンバレジェンズ（2023年、アーケード）
- エターナルリンケージ ～蒼穹のアムネシア～（2018年4月4日、Android・iOS） - シャイア 役[24]
- ユバの徽（2018年8月30日、Android・iOS・PC） - ドゥア 役[25]

### イベント
- 仮面ライダーブレイド 映画公開記念トークショー（2004年8月15日、グリーンランド遊園地）
- Base Station presents.「森本亮治×椿隆之ファン感謝祭2010」（2010年5月22日、東京都渋谷区）
- 第11回沖直美のいい男祭!（2010年6月13日、渋谷J-POP CAFE）[26]
- METALBOX 4周年記念イベント HEROサイン&撮影会（2011年5月28日・29日、ホビーショップMETALBOX）
- 椿隆之DVD＆写真集発売記念イベント「椿隆之ファンミーティング2011」（2011年7月10日、西新宿ハーモニックホール）[27]
- 黒田運送(夏)（2012年7月28日、新宿ロフトプラスワン）
- 超英雄祭 KAMEN RIDER × SUPER SENTAI LIVE & SHOW 2015（2015年1月17日・18日、東京国際フォーラム）※17日のみ出演
- ドラマCD 仮面ライダー剣 発売記念イベント（2015年2月22日、アニメイト新宿店・渋谷店・横浜店）
- 椿隆之トークショー&インストアライブ（2017年12月5日、HMV&BOOKS SHIBUYA / 12月6日、dues新宿）
- 椿隆之〜インストアイベント〜トークライブ（2017年12月11日、タワーレコード川崎店 / 12月23日、タワーレコード八王子店）※八王子店では昼夜2回開催
- 椿隆之〜握手会〜（2017年12月14日、HMV大宮アルシェ）
- CAFEBAR JOKER（2018年2月17日、大阪SECRET BASE）
- 吉本ヒーロータイム（2018年3月10日、神保町花月）
- 第1回国際るさんちまん映画祭（2018年5月26日、岩佐ビル3階特設会場）[28]
- 椿隆之 台灣見面簽名會（2018年8月18日、台湾・台北世界貿易センター展示ホール1号館）
- 密林特撮学校SP 椿隆之 森本亮治 北条隆博先生の巻（2018年9月8日、池袋マルイ 7Fイベントスペース）※二部開催[29]
- ミラリオンDVD発売記念イベント『After the MIRRORION』（2019年1月18日、南青山Future SEVEN）※昼の部のみ出演[19]
- YMCA漫展（2019年2月17日、中国広州・南豊国際会議展示センター）[30]
- KAMEN RIDER THE DINERイベント【仮面ライダー剣 15周年記念 トーク&ディナーイベント～切り札の行方2019～】（2019年4月25日、KAMEN RIDER THE DINER(パセラリゾーツ池袋本店4F)）※二部開催[31][32]
- 「HE-LOW the second」舞台挨拶（2019年8月3日、シネマート新宿）[33]
- JAPAN WORLD HEROES（2019年8月17日・18日、アメリカ合衆国・Pasadena Convention Center）[34]
- 密林特撮学校 椿隆之先生・森本亮治先生・北条隆博先生の巻 （2019年10月5日、小倉あるあるシティ7階・ARUARUCITY HOLOGRAM THEATER）※二部開催[35]
- BiliBiliWorld 2019（2019年12月21日・22日、中国・成都世紀城新国際会議展示センター）[36]
- 仮面ライダー剣 香水発売記念トークショー（2022年7月18日、草月ホール）[37]

### 玩具
- COMPLETE SELECTION MODIFICATION ブレイバックル（2019年8月） - 剣崎一真 役[38]
- 仮面ライダー剣 CSMジョーカーラウザーパーツセット（2025年2月22日）

## ディスコグラフィ

### シングル
|     | 発売日        | タイトル            | 規格品番 | 出典   |
| --- | ------------- | ------------------- | -------- | ------ |
| 1st | 2018年12月6日 | ありったけ/ELEMENTS | BZCD-123 | [ 39 ] |

### キャラクターソング
| 発売日        | 商品名                                     | 歌 | 楽曲                | 出典   |
| ------------- | ------------------------------------------ | --- | ------------------- | ------ |
| 2004年11月3日 | 仮面ライダー剣 ソングコレクション          | 剣崎一真（椿隆之）                                                                                              | 「wanna be strong」 | [ 40 ] |
| 2004年11月3日 | 仮面ライダー剣 ソングコレクション          | 剣崎一真（椿隆之）＋白井虎太郎（竹財輝之助） chorus：天野浩成、森本亮治、北条隆博、江川有未、椿隆之、竹財輝之助 | 「Shout it out」    | [ 40 ] |
| 2005年1月13日 | 仮面ライダー剣 THE LAST CARD COMPLETE DECK | 上記2曲を収録                                                                                                   | 上記2曲を収録       | [ 41 ] |

### ドラマCD
| 発売日        | タイトル                      | 規格品番  | 備考        | 出典   |
| ------------- | ----------------------------- | --------- | ----------- | ------ |
| 2015年1月23日 | 仮面ライダー剣 -切り札の行方- | MOKR-0001 | 剣崎一真 役 | [ 42 ] |

## 作品

### 写真集
- Category A 仮面ライダー剣 写真集（2004年6月14日、主婦と生活社）ISBN 4-391-12966-3
- Great five the movie edition 劇場版 仮面ライダー剣 MISSING ACE 写真集（2004年9月、音楽専科社）ISBN 4-87279-163-0
- Chain 仮面ライダー剣キャラクターブック（2004年12月30日、朝日ソノラマ）ISBN 4-257-03708-3
- 椿隆之写真集「SKY」（2011年6月28日） ※電子書籍[27]
- 椿隆之プライベートDVD「君に届け」（「SKY」と同日に発売）[27]

### デザイン

#### オリジナルブランド
- arts[9][10]

#### コラボレーション
- KINGLYMASK（2017年10月）[43]
- HUG（2018年1月・3月）[44][45]
- MATERIAL CROWN（2018年6月、2019年3月再販） ※森本亮治とのコラボ[46]
- crowncrown（2019年9月）[47]
- LIVERTINEAGE（2019年11月）[48]